# Dominion Line

Bandera de la Dominion Line.

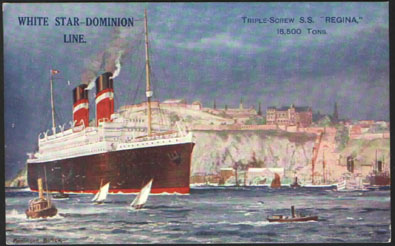
El Regina con los colores de la Dominion Line.

La Dominion Line fue una empresa naviera británica dedicada al transporte de pasajeros y carga. Oficialmente era llamada Mississippi and Dominion Steamship Company (y originalmente su nombre era Liverpool and Mississippi Steamship Company, antes de ser cambiado).

## Historia
La Liverpool and Mississippi Steamship Company fue fundada en 1870 en Liverpool, Inglaterra. Al principio sirvió entre Liverpool y Nueva Orleans vía Burdeos, Lisboa y La Habana. En 1872 fue renombrada Mississippi and Dominion Steamship Company, sirviendo también entre Quebec y Montreal durante el verano. El nombre utilizado más comúnmente por la compañía era Dominion Line. En un momento dado, la ruta de Nueva Orleans fue abandonada y la compañía ya solo prestó servicio hacia Canadá y Portland.
A principios de los años 1890, la empresa tuvo dificultades financieras y a finales de 1894 fue vendida a Richards, Mills & Co., los propietarios de la British & North Atlantic S.N. Co. A partir de 1894, las dos empresas se unieron bajo el nombre de Dominion Line.
En 1902, la empresa se incorporó a la International Mercantile Marine Company del empresario estadounidense John Pierpont Morgan. Fue vinculada a la White Star Line en 1908, y desapareció totalmente en diciembre de 1925. Sus buques fueron cedidos a otras compañías de la IMM Co..

## Barcos de la Dominion Line

### Barcos de pasajeros
| Año de adquisición y botadura | Nombre           | Tonelaje | Astillero                            | Notas |
| 1872                          | Memphis          | 2485 t   | A. McMillan & Co. Ltd., Dumbarton    | |
| 1872                          | Vicksburg        | 2484 t   | A. McMillan & Co. Ltd., Dumbarton    | |
| 1872 (1855)                   | Missouri         | 2249 t   | Caird & Co. Ltd., Greenock           | 1855: ex Hammonia, de la Hapag.                                                                                    |
| 1872                          | Mississippi      | 2159 t   | A. McMillan & Son                    | |
| 1872                          | St. Louis        | 1827 t   | R. Clover & Co. Ltd., Birkenhead     | |
| 1874                          | Ontario          | 3176 t   | A. McMillan & Co. Ltd., Dumbarton    | |
| 1874                          | Dominion (I)     | 3176 t   | A. McMillan & Co. Ltd., Dumbarton    | |
| 1874 (1864)                   | Quebec           | 2138 t   | Tod & McGregor Ltd., Glasgow         | 1864: ex City of Dublin, de la Inman Line.                                                                         |
| 1876 (1855)                   | Borussia         | 2131 t   | Caird & Co. Ltd., Greenock           | |
| 1876 (1856)                   | Bavaria          | 2693 t   | Caird & Co. Ltd., Greenock           | 1856: ex Petropolis, de la Hapag.                                                                                  |
| 1877 (1856)                   | Teutonia         | 2693 t   | Caird & Co. Ltd., Greenock           | |
| 1878 (1869)                   | Brooklyn         | 4215 t   | Tod & McGregor Ltd., Glasgow         | 1869: ex City of Brooklyn, de la Inman Line.                                                                       |
| 1879                          | Montreal         | 3712 t   | Laird Bros. & Co. Ltd., Birkenhead   | |
| 1880                          | Ottawa (I)       | 3712 t   | Laird Bros. & Co. Ltd., Birkenhead   | |
| 1880                          | Toronto          | 2583 t   | Charles Connell & Co.                | |
| 1882                          | Sarnia           | 3728 t   | C. Connell & Co. Ltd., Glasgow       | |
| 1883                          | Oregon           | 3672 t   | C. Connell & Co. Ltd., Glasgow       | |
| 1884                          | Vancouver        | 5202 t   | C. Connell & Co. Ltd., Glasgow       | |
| 1891                          | Labrador         | 4737 t   | Harland & Wolff Ltd., Belfast        | |
| 1893 (1869)                   | Hamilton         | 3617 t   | Palmers Bros. & Co. Ltd., Yarrows    | 1869: ex Nevada, de la Guion Line.                                                                                 |
| 1896                          | Canada           | 8806 t   | Harland & Wolff Ltd., Belfast        | |
| 1898                          | New England      | 11394 t  | Harland & Wolff Ltd., Belfast        | A partir de 1903 en la flota de la White Star Line, con el nombre Romanic.                                         |
| 1898 (1894)                   | Dominion (II)    | 6618 t   | Harland & Wolff Ltd., Belfast        | Ex Prussia, de la Hapag.                                                                                           |
| 1900                          | Commonwealth     | 12097 t  | Harland & Wolff Ltd., Belfast        | A partir de 1903 en la flota de la White Star Line, con el nombre Canopic.                                         |
| 1903                          | Columbus         | 15378 t  | Harland & Wolff Ltd., Belfast        | A partir de 1903 en la flota de la White Star Line, con el nombre Republic (II).                                   |
| 1903 (1902)                   | Mayflower        | 13507 t  | Hawthorn, Leslie & Co. Ltd., Hebburn | 1903: ex Hanoverian, de la Leyland Line. A partir de 1903 en la flota de la White Star Line, con el nombre Cretic. |
| 1905 (1874)                   | Ottawa (II)      | 5071 t   | Harland & Wolff Ltd., Belfast        | 1875: ex Germanic, de la White Star Line.                                                                          |
| 1917                          | SS Regina (1917) | 16313 t  | Harland & Wolff Ltd., Belfast        | A partir de 1929 en la flota de la Red Star Line, con el nombre Westernland.                                       |

### Barcos de carga
| Año de adquisición y botadura | Nombre        | Tonelaje | Astillero                     | Notas                                                                                      |
| 1894                          | Norseman (I)  | 4572 t   |                               |                                                                                            |
| 1895                          | Roman         | 4572 t   |                               |                                                                                            |
| 1895                          | Scotsman      | 6041 t   | Harland & Wolff Ltd., Belfast |                                                                                            |
| 1896                          | Ottoman       | 4920 t   | Laird Bros                    |                                                                                            |
| 1896                          | Angloman      | 4920 t   | Laird Bros                    |                                                                                            |
| 1897                          | Cambroman     | 4920 t   | Laird Bros                    |                                                                                            |
| 1898                          | Irishman (I)  | 8801 t   | Harland & Wolff Ltd., Belfast | A partir de 1903 en la flota de la National Line, con el nombre Michigan (III).            |
| 1899                          | Turcoman      | 5610 t   | Harland & Wolff Ltd., Belfast | A partir de 1921 en la flota de la Leyland Line.                                           |
| 1899                          | Englishman    | 5257 t   | Harland & Wolff Ltd., Belfast |                                                                                            |
| 1900 (1897)                   | Norseman (II) | 9545 t   | Harland & Wolff Ltd., Belfast | 1897: ex Brasilia, de la Hapag.                                                            |
| 1902 (1888)                   | Manxman       | 4639 t   | Harland & Wolff Ltd., Belfast | 1888: ex Cufic de la White Star Line.                                                      |
| 1903 (1891)                   | Welshman      | 5749 t   | Harland & Wolff Ltd., Belfast | 1891: ex Tauric de la White Star Line.                                                     |
| 1903 (1891)                   | Cornishman    | 5749 t   | Harland & Wolff Ltd., Belfast | 1891: ex Nomadic, de la White Star Line / A partir de 1921 en la flota de la Leyland Line. |
| 1904 (1899)                   | Irishman (II) | 9510 t   | Harland & Wolff Ltd., Belfast | 1899: ex Michigan, de la National Line.                                                    |
| 1917                          | Rimouski      | 9281 t   |                               | A partir de 1926 en la flota de la Leyland Line, con el nombre Bostonian (II).             |